# Marcela Ternavasio
Marcela Nilda Ternavasio es una historiadora e investigadora argentina especializada en el estudio de la evolución de las instituciones políticas argentinas durante el siglo XIX. 
Licenciada en Historia por la Universidad Nacional de Rosario, doctora en Historia por la Universidad de Buenos Aires, actualmente es docente universitaria, e investigadora del CONICET. Desde 2016 es miembro de la Academia Nacional de la Historia de la República Argentina.

## Obras
- Ciencias sociales 4 bonaerense educación general básica (1ª edición). Kapelusz. 2001. ISBN 978-950-13-0879-2. En coautoría.
- Ciencias sociales, ciencias naturales 6 (1ª edición). Kapelusz. 2005. ISBN 978-950-13-0248-6. En coautoría.
- Correspondencia de Juan Manuel de Rosas (1ª edición). Eudeba. 2005. ISBN 978-950-23-1420-4.
- Ciencias sociales 4º Santa Fe (1ª edición). Kapelusz. 2006. ISBN 978-950-13-0177-9. En coautoría.
- La gobernabilidad en tiempos de revolución (1ª edición). Siglo XXI Editores Argentina. 2007. ISBN 978-987-1220-96-0.
- La revolución del voto (1ª edición). Siglo XXI Editores Argentina. 2007. ISBN 978-987-629-013-5.
- Historia de la Argentina, 1806-1852 (1ª edición). Siglo XXI Editores Argentina. 2007. ISBN 978-987-629-093-7.
- Historia del mundo contemporáneo. Fecha 1ra ed. : 01/2007 (1ª edición). Santillana. 2010. ISBN 978-950-46-1724-2. En coautoría con Manuel Alejandro Cattaruzza, Luciano De Privitellio, Ana Verónica Ferrari, Romina Cynthia Orlando, Ana Virginia Persello, Valeria S. Pita, y Claudia Touris.
- Historia de las elecciones en la Argentina  - de 1805-2011 (1ª edición). El Ateneo. 2011. ISBN 978-950-02-0617-4. En coautoría con Luciano De Privitellio, Hilda Sábato y Ana Virginia Persello.
- Historia de la provincia de Buenos Aires - de la organización federal a la federalización de Buenos Aires: 1821-1880 (1ª edición). Edhasa. 2013. ISBN 978-987-628-217-8.
- Independencias iberoamericanas (1ª edición). Fondo de Cultura Económica. 2015. ISBN 978-987-719-065-6. En coautoría con Jeremy Adelman, Antonio Annino, Fernando Jorge Devoto, Véronique Hébrard, Mónica Henry, Anthony McFarlane, Marco Pamplona, Víctor Peralta Ruiz, Hilda Sabato, Ana María Stuven, Horacio Tarcus, Clément Thibaud y Genevieve Verdo.
- Candidata a la corona (1ª edición). Siglo XXI Editores Argentina. 2015. ISBN 978-987-629-581-9.
- Historia II (1ª edición). Edelvives. 2015. ISBN 978-987-642-365-6. En coautoría con Camila Perochena, Carolina Biernat y Karina Ramacciotti.
- Guía del Docente - Historia II (1ª edición). Edelvives. 2016. ISBN 978-987-642-396-0. En coautoría con Camila Perochena, Carolina Biernat y Karina Ramacciotti.
- Gobernar la revolución (2ª edición). Siglo XXI Editores Argentina. 2016. ISBN 978-987-629-648-9.
- Pensar la independencia (1ª edición). Capital Intelectual. 2016. ISBN 978-987-614-513-8. En coautoría con Alejandro Rabinovich, Jorge Gelman, Sergio Serulnikov y Geneviève Verdo.
- Halperin Donghi y sus mundos (1ª edición). Humanidades y Artes Ediciones - H. y A. Ediciones. 2016. ISBN 978-987-3638-09-1. En coautoría con Alejandro Eujanian, Roy Hora, Hilda Sábato, Juan Manuel Palacio, Adrián Gorelik, Carlos Altamirano, Sandra Contreras, Martín Prieto, Carlos Díaz y Ana Galdeano.
- De la organización federal a la federalización de Buenos Aires: 1821-1880 (1ª edición). Edhasa. 2016. ISBN 978-987-628-416-5. (Libro digital)
- Cuadernos del Bicentenario II (1ª edición). Academia Nacional de la Historia. 2017. ISBN 978-987-1288-55-7. En coautoría con Alfredo Jocelyn-Holt, Cristina Mazzeo, María Luisa Soux, Inés Quinteros, Herib Caballero Campos, Ana Ribeiro y Carlos Páez de la Torre.
- Bicentenario de la Independencia argentina (1ª edición). Grupo Abierto Libros. 2017. ISBN 978-987-46393-3-2. En coautoría con Fernando Barba, Natalio R. Botana, Beatriz Bragoni, Roberto Cortés Conde, Eduardo Martiré, Gustavo L. Paz y Víctor Tau Anzoátegui.